# Wielka Jaworowa Turnia
Wielka Jaworowa Turnia (słow. Veľká Javorova veža, niem. II. Südöstlicher Javorovaturm, węg. II. Délkeleti Javorovatorony) – wybitna turnia o wysokości 2291 m n.p.m. znajdująca się w słowackich Tatrach Wysokich. Leży w Jaworowej Grani odchodzącej na północny zachód od zwornikowego wierzchołka Małego Jaworowego Szczytu. Od Zadniej Jaworowej Turni oddzielona jest Wyżnią Ryglową Przełęczą, a od Pośredniej Jaworowej Turni – Ryglową Przełęczą.
Jest jednym z najwyższych obiektów w grani Jaworowych Turni, choć nazwa nieco mylnie oddaje jej wysokość. Zadnia Jaworowa Turnia jest wyższa od niej o ok. 44 m. Podobnie jak inne Jaworowe Turnie nie jest dostępna dla turystów, dlatego też nie prowadzą na nią żadne znakowane szlaki turystyczne.
W nazewnictwie niemieckim i węgierskim Wielka i Zadnia Jaworowa Turnia mają takie same nazwy. Różnią się jedynie cyfrą rzymską przed nazwą. W przypadku Wielkiej Jaworowej Turni jest to cyfra II.

## Historia
Pierwsze wejścia turystyczne:
- Karol Englisch i Adolf Kamiński, 1 sierpnia 1902 r. – letnie (wejście prawdopodobne),
- Roman Kordys i Jerzy Maślanka, 27 sierpnia 1905 r. – letnie,
- Jerzy Pierzchała, 10 kwietnia 1937 r. – zimowe.